# Sommossa e sacco di Lugo
La sommossa e sacco di Lugo fu un episodio di insorgenza contro le truppe francesi avvenuto nella cittadina romagnola tra il 30 giugno e l'8 luglio 1796.

## Antefatti
Soggetta alla Santa Sede, Lugo dipendeva dal legato pontificio residente a Ferrara. Ai primi di giugno il legato Francesco Maria Pignatelli avvertì la Santa Sede che l'esercito napoleonico, proveniente da Milano, si aggirava a sole cinque miglia dalla frontiera con lo Stato della Chiesa. Il 21 giugno Pignatelli venne chiamato per consultazioni a Bologna. Non appena giunto in città venne destituito e trattenuto come prigioniero di guerra. Il giorno dopo a Ferrara veniva costituito il Municipio, che giurava fedeltà alla Repubblica e dichiarava sciolte la città e la Legazione (di cui faceva parte Lugo) dalla sudditanza al pontefice.
Il 23 giugno le truppe francesi, entrate a Ferrara, intimarono la consegna da parte della popolazione di tutte le armi (da fuoco, da taglio e da punta) entro le 24 ore; vuotarono le casse pubbliche ricavandone 332 000 lire e all'intera Legazione di Ferrara imposero una contribuzione di 4 milioni di lire tornesi, pari a 720 000 scudi romani. Termine di pagamento, quindici giorni. Successivamente i francesi presero possesso del monte di Pietà, che svaligiarono completamente.
L'ordine di consegna delle armi arrivò a Lugo il 26 giugno, ma quando la popolazione l'aveva già eseguito in parte, il 28 venne revocato e si dispose la restituzione delle armi ai legittimi proprietari. Il giorno stesso giunse da Ferrara l'ordine di raccogliere nell'intera Legazione 4 milioni di lire da consegnare all'esercito repubblicano. Si spiegava che il capitale serviva solo come prestito e si prometteva che la somma sarebbe stata restituita. A Lugo, come luogo assegnato per i depositi della contribuzione fu scelto il collegio Trisi.

## 30 giugno, giovedì
In mattinata due commissari repubblicani (il commendator Cremona e il dottor Scutelari) si recarono da Ferrara a Lugo con l'incarico di ordinare ai Comuni della Romagna estense di raccogliere le somme. Nei giorni tra il 28 e il 30 i lughesi avevano raccolto, tra denaro e valori, già 18 000 scudi. I due commissari pretesero di effettuare immediatamente il prelievo, nonostante non ne avessero il mandato e la scadenza dei quindici giorni fosse ancora lontana. Le magistrature della città opposero un rifiuto. I due commissari, interessati al valore venale dell'argento, diedero ordine ai soldati di sequestrare il busto argenteo di Sant'Illaro, patrono cittadino. Il busto fu portato al Collegio Trisi. Per i lughesi fu un'offesa intollerabile.
Intanto nel pomeriggio i commissari si erano recati a Bagnacavallo; quando in serata tornarono a Lugo e rinnovarono la loro pretesa di consegnare tutto, scoppiò la sommossa. La consegna dei beni fu impedita; la sera stessa gli insorti si impossessarono delle armi requisite il 26 e non ancora restituite ai proprietari e presero il controllo della città. Il Monte di Pietà fu posto sotto stretta sorveglianza, così come il Collegio Trisi. Il Governatore cittadino fu costretto a rifugiarsi in un convento. Nulla si seppe invece dei due commissari di Ferrara, che avevano fatto perdere le loro tracce. Nella notte una cinquantina di insorti si recarono a Castel Bolognese, ove vi era una fabbrica di polvere da sparo e ritornarono indietro con un carretto pieno della stessa.

## 1º luglio, venerdì
A Lugo era stato costituito il Municipio repubblicano, le cui insegne avevano sostituito quelle pontificie. I rivoltosi, dal canto loro, decisero di andare di casa in casa per diffondere l'appello contro i francesi e raccogliere adesioni. Tra i principali promotori della sommossa vi fu la famiglia dei conti Manzoni, una delle famiglie più importanti di Lugo e della Romagna estense, la quale fornì agli insorti altre armi e mise a disposizione molti cavalli. Nella tarda mattinata gli insorti entrarono nel palazzo pubblico, si impossessarono dello stendardo comunale e, percorrendo le strade a suon di tamburo, lo portarono al Collegio Trisi.
Qui, davanti alla folla, vennero rialzati gli stemmi del pontefice e del cardinal legato. Tutta la popolazione venne chiamata ad unirsi agli insorti. I contadini vennero avvisati suonando le campane a stormo. Si riunirono circa 600 persone e a capo dei rivoltosi venne eletto il conte Giambattista Manzoni, 34 anni. L'edificio del Collegio Trisi divenne il quartier generale degli insorti. Verso mezzogiorno fu affissa ai muri della città una Notificazione. In essa si leggeva:
(Data in Lugo dal Quartier Generale questo dì primo Luglio 1796 – in Lugo presso Giovanni Melandri Impressor Camerale.)
La notificazione fu diffusa in tutta la Romagna estense e nelle vicine Legazioni di Ravenna e Bologna. Nello stesso tempo furono inviati quattro cittadini nei paesi limitrofi per esortarli a scendere in campo al fianco dei lughesi. Risposero favorevolmente Cotignola, Barbiano, Massa Lombarda e Sant'Agata. Si chiamarono fuori invece Bagnacavallo, da sempre rivale di Lugo, e Fusignano. Successivamente aderirono alla rivolta anche Bagnara, Solarolo e Mordano. Furono poste sentinelle su tutte le strade di accesso a Lugo e presso le Porte cittadine, con l'ordine di bloccare i mezzi di trasporto e perquisire i forestieri.

## 2 luglio, sabato
Il cardinale Gregorio Chiaramonti, vescovo di Imola, avuto notizia dello scoppio della rivolta a Lugo, fece pervenire alla Pubblica Rappresentanza una lettera in cui sconsigliava gli insorti dal continuare: «Qualunque mossa nel tempo in cui pende un armistizio e un trattato di Pace colla S. Sede sarebbe intempestiva, dannosa e contraria a quello spirito di sommissione che ogni Principato è in diritto di attendere dai sudditi». La lettera era allegata a una Notificazione. In essa si ricordava che tentativi simili, in passato, erano finiti in tragedia; i lughesi non avevano «né soldati agguerriti, né buone armi, né fortezza di luoghi, né vettovaglia, né concordia di animi». Si chiedeva pertanto di raccogliere la contribuzione di guerra e deporre le armi.
La Pubblica Rappresentanza, dopo averle ricevute, inoltrò missiva e Notificazione al quartier generale dei rivoltosi. Per tutta risposta, questi si presentarono a Palazzo pubblico e proibirono al Magistrato la pubblicazione dell'editto. Pretesero poi la restituzione del busto di Sant'Illaro venerato dalla popolazione. Per rispetto dell'immagine sacra, gli insorti non lo presero con le loro mani, ma chiamarono il parroco della Chiesa del Carmine. Il busto fu riportato in chiesa e venne deciso di tenere un triduo di preghiere: durante i tre giorni il busto sarebbe rimasto esposto sull'altare maggiore alla venerazione dei fedeli. Nello stesso giorno Napoleone Bonaparte, di passaggio a Bologna, venne informato della sommossa in corso a Lugo.

## 3 luglio, domenica
Il conte Giambattista Manzoni si dimise dal comando della rivolta per lasciare il posto a Francesco Mongardini, di professione fabbro, che assunse il nome di battaglia Buonapace, in modo che il popolo avesse uno dei suoi a capo dell'insorgenza. Il vescovo Chiaramonti tentò la mediazione tramite Giuseppe Capelletti, incaricato d'affari del Regno di Spagna e residente a Bologna. Don Capelletti arrivò a Lugo nel pomeriggio. Illustrò ai capi della rivolta i termini della sua proposta: i francesi si sarebbero astenuti da ogni ostilità e sarebbero entrati amichevolmente in Lugo; gli insorti avrebbero deposto le armi e non si sarebbero opposti al pagamento della contribuzione. La sua visita fu infruttuosa e Capelletti ripartì in serata.
Subito dopo si diffuse la voce che i francesi erano arrivati al passo di Traversara, località sul fiume Lamone, pochi km ad est di Bagnacavallo. La notizia si sparse in un baleno in tutto il paese; tutte le campane suonarono a stormo; la gente scese per le strade. Nella notte, una schiera di uomini armati si diresse verso il nemico, ma il nemico non apparve: la voce si rivelò infondata.

## 4 luglio, lunedì
Nuovo ulteriore tentativo del vescovo di Imola: l'invio di una lettera al dottor Luigi Zaccari, consulente legale della Comunità di Lugo. In essa il cardinal Chiaramonti richiedeva la liberazione di cinque carcerati, come gesto di buona volontà nei confronti dei condannati per delitti politici. Le istanze del vescovo di Imola non ebbero alcun effetto.
Il 2 luglio Napoleone inviò a Roma queste istruzioni:
Successivamente diede ordine alle forze di stanza a Ferrara e Ravenna di lasciare le Legazioni per raggiungere gli altri effettivi dell'esercito posti a nord del Po. Napoleone si preparava allo scontro cruciale con l'esercito austriaco. Rimanevano a Ferrara solo le truppe del colonnello Pourally. La giornata del 4 passò a Lugo senza scosse e incidenti di rilievo. Molti contadini erano tornati ai lavori nei campi, ma in paese ormai imperava la plebe armata, che riconosceva come proprio unico comandante il Mongardini.
In serata giunse a Lugo la notizia che i francesi avevano lasciato Ravenna e Ferrara. A molti insorti sembrò una prima vittoria, altri invece avevano fiutato il pericolo. Infatti molte delle famiglie che contavano in Lugo avevano lasciato il paese. Solo i conti Manzoni e i nobili Dal Buono rimasero al fianco degli insorgenti.

## 5 luglio, martedì
Verso le 11, mentre iniziava la messa solenne del terzo giorno del triduo, un messaggero portò la notizia che un distaccamento francese stava marciando da Faenza diretto a Lugo. Sessanta uomini erano partiti da Forlì con l'ordine di arrestare il tipografo Giovanni Melandri, il cui nome figurava in calce alla Notificazione. I militari francesi procedevano senza particolari precauzioni, non avendo ricevuto nessuna notizia precisa sui rivoltosi. I quali, all'altezza di casino Bolis, tesero loro un'imboscata: i francesi lasciarono sul terreno parecchi morti, mentre i lughesi rimasero tutti incolumi.
Inebriati dalla clamorosa e inaspettata vittoria, gli insorti si incrudelirono sui cadaveri di due ufficiali, tagliando loro le teste e ponendole in cima a due lunghi pali. Poi entrarono trionfalmente in paese tra due ali di folla, quindi portarono le due teste al Quartier generale e le collocarono sul balcone del Collegio Trisi.
A mezzanotte giunsero in città due lettere: una del Capelletti, con la quale l'Incaricato spagnolo si offriva per una mediazione in extremis; l'altra del vescovo di Imola, cardinale Chiaramonti, che dava ai rivoltosi un'ultima possibilità per uscire incolumi dalla situazione ormai compromessa in cui si erano cacciati. Quattro cittadini (due amministratori e due “Anziani”) avrebbero incontrato il generale Beyrand (capo delle truppe francesi di stanza a Forlì), giunto in giornata a Imola. Le due parti avrebbero avviato trattative di pace. I capi degli insorti accettarono immediatamente la proposta e nominarono i loro quattro rappresentanti: il conte Angelo Manzoni, l'avvocato Giovanni Foschini, il dottor Giacomo Ascanio Matteucci e Vincenzo Zanotti, esponenti delle famiglie più in vista di Lugo.

## 6 luglio, mercoledì
Alle 5 di mattina i quattro rappresentanti partirono alla volta di Imola. Durante la notte tra il 5 e il 6 il generale Beyrand aveva tenuto un consiglio di guerra per stabilire quali condizioni avrebbe imposto ai rivoltosi per concedere loro la pace. L'immancabile Capelletti avrebbe fatto da mediatore.
Come inizio delle trattative, si decise innanzitutto il luogo in cui le due parti si sarebbero incontrate. La scelta cadde su Bagnara, paese a metà strada tra Lugo ed Imola sulla riva destra del fiume Santerno. Qui, in mattinata, si incontrarono i quattro lughesi con il generale Beyrand. Il generale avrebbe concesso ai lughesi un armistizio di 24 ore e l'amnistia, a patto che gli insorti deponessero le armi e ricevessero amichevolmente le truppe francesi che dovevano venire a prender possesso della città.
All'insaputa dei lughesi, nello stesso tempo il generale Augereau dava alle truppe di Pourally, di stanza a Ferrara, l'ordine di marciare verso Lugo. A Bagnara intanto non si era concluso nulla per un intoppo burocratico: gli inviati lughesi non erano muniti di credenziali da parte dell'autorità cittadina e quindi non potevano “rappresentare” la città.
Nel primo pomeriggio arrivò a Lugo la notizia dell'avvistamento delle truppe francesi che, guidate dal colonnello Pourailly, avevano appena superato Argenta. I lughesi pensarono subito ad un doppio gioco da parte dei francesi: Beyrand fa la pace mentre Augerau muove guerra. Le campane delle chiese suonarono a stormo; in poco tempo tutti gli uomini armati si radunarono e si avviarono verso il Po di Primaro. Il generale Augereau inviò una lettera al conte Angelo Manzoni, il membro più autorevole della delegazione che aveva trattato la pace, annunciando che l'indomani sarebbe entrato da amico nel territorio di Lugo. Aggiungeva che la trattativa per la stipula dell'accordo sarebbe stata condotta da lui stesso. Ciò significava implicitamente che i negoziati di Bagnara erano da considerarsi nulli. Nessuno ancora conosceva il vero piano di Augereau: attaccare gli insorti simultaneamente da nord (dalla parte di Argenta con le truppe di Pourally) e da sud (dalla parte di Imola, con Beyrand e Augereau stesso).
Gli insorti, oltre ad andare incontro ai francesi per bloccarli prima che giungessero al fiume Santerno, chiesero nuovi rinforzi alle comunità che ancora non ne avevano forniti: Bagnacavallo e Fusignano. La prima promise di versare 2 000 scudi entro 48 ore; la seconda invece negò esplicitamente ogni aiuto. Alla Frascata (località posta 9 km a sud di Argenta e 14,5 km a nord di Lugo) nei pressi di una delle ville fortificate dei conti Manzoni, avvenne il primo scontro tra truppe francesi (500 soldati) e insorti. I lughesi utilizzarono come baluardo difensivo l'argine del Santerno ed arrestarono l'avanzata dei francesi. L'oscurità pose fine al combattimento.

## 7 luglio, giovedì
Il Santerno scorre in direzione sud-nord, Argenta è sulla sua sinistra invece Lugo è sulla sua destra: per arrivare a Lugo da Argenta bisogna necessariamente attraversarlo. L'obiettivo delle forze insorgenti fu impedire alle truppe francesi il guado del fiume. I combattimenti ripresero all'alba. Dopo due ore di fuoco ininterrotto, le truppe repubblicane fecero un ultimo sforzo per attraversare il Santerno in località Cà di Lugo (a soli 4 km dal centro abitato). Il colonnello Pourailly, che era rimasto ferito e si trovava con soli 300 uomini, dovette ripiegare. Dopo un largo giro, si acquartierò nella notte a sud di Lugo, lungo la strada Felisio.
A Imola, intanto, il generale Augereau aveva raccolto un battaglione di 800 fanti e un distaccamento di 200 uomini a cavallo: in tutto, oltre un migliaio di soldati. Gli insorti, che comprendevano sia gente di Lugo, sia del contado lughese che dei paesi vicini, potevano contare su un eguale numero di combattenti. Essi ritenevano che i francesi avrebbero riprovato ad attraversare il Santerno e quindi radunarono quasi tutte le loro forze sulle rive del fiume. Solo una piccola guarnigione di cotignolesi rimase in guardia dalla parte di Faenza. I cotignolesi si erano appostati alle Ripe, una via che, tagliando la strada Felisio da est a ovest, separa il territorio di Cotignola da quello di Lugo. Tentarono di sorprendere le milizie francesi con un agguato, ma il generale Augereau, già scaltrito nelle sanguinose guerre di Vandea, alle quali aveva preso parte tre anni prima, si accorse del piano prima che i suoi soldati venissero a tiro dei fucili degli insorti. Grazie alle informazioni ricevute da una banda di contrabbandieri di Castel Bolognese, che conosceva bene il terreno, il generale accerchiò gli insorti e li colpì alle spalle. I rivoltosi si dispersero e si diedero alla fuga, lasciando libera la strada per Lugo.
Giunto in vista del centro abitato, Augereau diede ordine di cannoneggiare Lugo. Il battaglione francese disponeva di due pezzi di artiglieria. I colpi di cannone cominciarono a risuonare alle dieci del mattino. A Lugo non si era mai sentito un rombo del genere: l'unico suono di arma da fuoco conosciuto dagli abitanti era quello dei loro fucili. La truppa armata a difesa del Santerno si disperse in poco tempo. Lo stesso capo della rivolta, Mongardini, scappò a cavallo per la campagna e pochi irriducibili rimasero a difendere le porte della città. I francesi accelerarono le operazioni, abbatterono con alcuni colpi di artiglieria la porta di Santa Maria ed entrarono in paese. Solo pochi cecchini tentarono un'ultima disperata difesa: il grosso della popolazione, spaventato dal rumore assordante dei cannoni, aveva lasciato le proprie case ed era fuggito. I soldati occuparono porta S. Maria mentre quella di San Bartolomeo bruciava. Alle 11 del mattino Lugo era conquistata e in balia dei francesi.
La rappresaglia iniziò immediatamente: Augereau diede l'ordine di saccheggio. I soldati presero tutto ciò che potevano portare via, fracassando o imbrattando il resto. «I palazzi furono depredati, devastati e lasciati ingombri di mucchi di mobili in frantumi; negozi forniti di ogni sorta di merci vennero letteralmente vuotati; i poveri abitanti furono, con accanimento feroce, spogliati di quel poco che possedevano. Nessuna casa, nessun luogo rimase immune dalla violenza della soldatesca». I soldati portarono via il busto di S. Ilaro, che era stato riposto in chiesa, lasciando davanti all'altare solo le reliquie. Neanche il Monte di Pietà fu risparmiato. Fra denaro, oro e argento venne portata via la somma di 40 000 scudi. Nel Collegio Trisi fu rubato il denaro e i preziosi raccolti per la contribuzione (circa 20 000 scudi). Furono svaligiate tutte le casse pubbliche e vennero prelevate anche grosse somme di proprietà privata. Anche il Ghetto ebraico non sfuggì alla cupidigia dei soldati, che vi fecero man bassa. Furono profanate le chiese, rubati gli arredi sacri, strappati gli ornamenti preziosi dalle statue. Il busto argenteo di Sant'Ilaro venne rovesciato dall'altare e gettato per dileggio in un sacco, poi fu portato via dai repubblicani. Né i conventi, né i ritiri, né gli ospizi furono risparmiati.

## 8 luglio, venerdì

Reliquiario con teca in argento e oro di Sant'Ilaro. Anno 1689, chiesa del Carmine, Lugo.

Busto in argento di Sant'Ilaro. Anno 1961, chiesa del Carmine, Lugo.

Il saccheggio continuò per tutta la notte. Alle 8 del mattino le truppe francesi ricevettero l'ordine di partenza. Da Lugo procedettero per Castel Bolognese, poi per Faenza, quindi invertirono la marcia verso Imola, dove giunsero alle cinque del pomeriggio.

## 9 luglio, sabato
A Bologna furono messe in vendita le spoglie del sacco. Secondo i calcoli, il danno subito da Lugo ammontò a 300 000 scudi.

Quanto alle perdite in vite umane, Alfonso Lazzari afferma che gli insorgenti caduti allo scontro del Santerno del 6 luglio furono 17, i caduti alle ripe il 7 luglio circa una ventina, mentre le vittime conseguenti al sacco furono sei, per un totale di 43 morti. Da parte francese i caduti furono una quarantina.

## La ripresa della devozione pubblica
Nel febbraio 1797 i giacobini innalzarono l'Albero della Libertà nella piazzetta della Chiesa del Carmine. Due anni dopo, nel maggio 1799, i francesi furono sconfitti dalla Seconda coalizione, guidata dagli austriaci. L'11 maggio i lughesi cacciarono la guarnigione francese e bruciarono l'Albero. La popolazione festeggiò gridando: “Evviva l'imperatore Francesco e la religione cattolica”. Al termine della giornata furono organizzati grandi festeggiamenti, che culminarono con una fiaccolata che illuminò tutta la città.
Anche questa volta la reazione dell'esercito transalpino non si fece attendere: il giorno seguente un battaglione guidato dal generale Hulin entrò in città e, dopo aver sedato la rivolta, fece passare per le armi alcune decine di persone.
Sant'Ilaro
Dopo la Restaurazione (1815) la processione di Sant'Ilaro ritornò ad essere la festa principale di Lugo. In mancanza del busto originale, la celebrazione fu effettuata con un busto in legno argentato simile al precedente. Nel 1817, il 15 maggio (data scelta non a caso), Lugo venne dichiarata Città per decreto di Pio VII. Nel 1848, su richiesta del vescovo di Imola, i Padri Carmelitani, custodi del busto del santo conservato nella chiesa del Carmine, iniziarono a partecipare alla solenne processione.
La tradizione fu interrotta nuovamente nel 1871, a causa di una legge del Regno d'Italia che proibì le processioni su tutta la penisola. Solo nel 1922 la celebrazione pubblica del Santo Patrono fu ripresa.
Per poter donare alla comunità un nuovo busto del patrono si attesero tempi migliori. Il momento arrivò nel 1958: quell'anno si festeggiò il 14mo centenario della morte del Santo. I Carmelitani, da secoli custodi del culto di sant'Ilaro, proposero una sottoscrizione per la realizzazione di un nuovo busto interamente in argento. La famiglia Camorani, da tempo devota al santo, intervenne e si accollò le spese. Il nuovo busto in argento è alto 85 cm, pesa oltre 30 chili ed è ornato di cesellature dorate e di pietre incastonate. Nel 1961 la secolare tradizione è stata ripristinata; da allora il busto di Sant'Ilaro è portato ogni anno in processione nel giorno della sua festa.
Madonna del Molino
Per tradizione, la processione con la statua di Sant'Ilaro conduceva al santuario mariano, situato circa 1 km ad ovest della cittadina. Qui è venerata la sacra immagine della Madonna con il titolo "del Molino", protettrice di Lugo. Il rito fu vietato dai francesi nel 1802.

La Venerata immagine tornò a visitare la città dopo la Restaurazione, fino alla fine del dominio temporale della Santa Sede in Romagna.

Con l'unità d'Italia fu ripristinata la situazione già in vigore nel regime precedente: il comune vietò di portare la Sacra immagine per le vie della città, ufficialmente "per motivi di ordine pubblico". Nel 1874 il divieto fu tolto, grazie anche alla solerzia di don Carlo Cavina. Da allora l'immagine della Madonna del Molino entra puntualmente in città in occasione delle Rogazioni.